# Кавазович, Никола
Никола Кавазович (серб. Nikola Kavazović; 29 июля 1975, Белград) — сербский футбольный тренер.

## Биография
Начал играть в футбол в 11 лет в белградской команде БАСК. В 13-летнем возрасте он перешёл в клуб ОФК (Белград), в котором провёл свои юношеские годы и начал свою взрослую карьеру. Вызывался и играл в юниорских сборных Югославии.
Когда Николе исполнилось 19 лет, он уехал играть в Венгрию, где выступал за клубы «Уйпешт» и «Чепель».
Позднее он вернулся в Белград и выступал за команду «Железничар». Однако Кавазович был вынужден завершить карьеру в возрасте 22-х лет из-за тяжёлой травмы. Вскоре он начал тренерскую карьеру.
Первые шаги на тренерском поприще он сделал в белградской команде БАСК, где проработал семь лет и прошёл путь от детского тренера до директора школы. В 2005—2007 годы Кавазович тренировал сербский футбольный клуб «Борац» из Чачака. Некоторое время он был ассистентом известного сербского специалиста Драгослава Степановича в клубе «Чукарички», играющей в сербской Суперлиге. После получения тренерской лицензии категории «А», он возглавил клуб первого дивизиона Боснии «Романия». Однако проработал там недолго, и спустя полгода вернулся на родину, где работал с командами «Биг Бул» и «Ресник».
В апреле 2012 года серб возглавил таджикский «Истиклол». Под его руководством команда выиграла Кубок Президента АФК. В этом же году он временно возглавил национальную сборную Таджикистана. Под его руководством таджики в товарищеском матче в Германии сенсационно переиграли сборную Кувейта со счётом 2:1. После этого Кавазович возглавил её на постоянной основе, тем самым став самым молодым главным тренером национальной сборной. При нём таджикская команда совершила скачок в рейтинге ФИФА, поднявшись вверх на 40 мест. Однако в следующем году его отстранили от работы в качестве тренера сборной в связи с вылетом команды из отборочного этапа Кубка вызова АФК. Вскоре специалист был уволен из «Истиклола» после первого поражения команды под его руководством за 13 месяцев.
В начале 2013 года интерес к специалисту проявлял кипрский клуб «Айя Напа» и национальная сборная Уганды.
В 2012 году Никола Кавазович номинировался на звание лучшего футбольного тренера Сербии.
5 июня 2014 года возглавил сборную Шри-Ланки по футболу. Под его руководством она одержала первую гостевую победу за 15 лет. Однако в первом раунде отборочного турнира на Чемпионат мира в России Шри-Ланка в двух матчах сенсационно уступила сборной Бутана, которая на тот момент занимала последнее место в рейтинге ФИФА. После этого фиаско Кавазович был отправлен в отставку.
Вскоре сербский специалист возглавил мальдивский клуб «Нью Радиант». Благодаря удачно проведенной концовке команда смогла стать чемпионом Мальдив. Несмотря на удачный сезон руководство клуба приняло решение не продлевать контракт с Кавазовичем. В январе 2016 года он стал главным тренером лаосской команды «Лансанг Юнайтед». Во время подготовки к сезону команда одержала победы в 7 матчах из 7, но перед самым началом сезона серб по семейным обстоятельствам был вынужден покинуть коллектив.
В декабре 2017 года серб принял клуб «Тауншип Роллерз» из Ботсваны. Кавазович стал одним из самых успешных наставников в истории команды. Он не только привел ее к титулу чемпиона и обладателя кубка страны, но и впервые в истории футбола Ботсваны пробился в групповой этап африканской Лиги Чемпионов. На нем «Тауншип Роллерз» одержал одну победу и занял последнее место в квартете. В следующем первенстве Кавазович ушел с поста главного тренера после семи турах (в них клуб одержал шесть побед при одной ничье). Серба пригласили в Кению, где перед началом местного чемпионата он согласился возглавить один из самых титулованных коллективов страны «АФК Леопардс». Однако вскоре его позвали в Премьер-Лигу ЮАР. Кавазович согласился возглавить «Фри Стэйт Старс». По словам президента Радси Мокоены его шокировало то, что еще во время переговоров тренер спокойно назвал всех игроков команды. Под его руководством дела у клуба шли неважно — вылет из Премьер-лиги.
В сентябре 2019 года серба попросили возглавить «Габороне Юнайтед» до конца сезона, после того как предыдущий наставник команды Мадинда Ндлову на тренировке перенёс инсульт.
Помимо сербского, хорошо владеет английским и русским языком.

## Достижения
- Обладатель Кубка Президента АФК (1): 2012
- Чемпион Мальдив (1): 2015.
- Чемпион Ботсваны (2): 2017/18, 2019/20.
- Обладатель Кубка Ботсваны (1): 2017/18.